# Panqueba
Panqueba es un municipio colombiano, ubicado en la Provincia de Gutiérrez, del departamento de Boyacá. Se encuentra ubicado a 236 km de la ciudad de Tunja, capital del departamento.

## Toponimia

### Origen lingüístico[3]
- Familia lingüística: Chibcha
- Lengua: Muysccubun

### Significado
La palabra pertenece a la lengua Muisca, de donde salen los siguientes posibles vocablos: /pa/ : “padre”; /n/ : “en, de”; /que/ : “fuerte, vigoroso”; /ba/ : “dignidad”, “merecimiento”.

### Origen / Motivación
El nombre del municipio se relaciona con el nombre del cacique Panqueba, jefe indígena que gobernaba el territorio a la llegada de los españoles.

## Historia
Según lo describe el intelectual colombiano José Álvarez Carrero,  sus tierras fértiles, su particular paisaje y  su posición geográfica a medio camino entre la Sierra Nevada de Cocuy-Guicán y el Cañón del Chicamocha,  fueron un atractivo fundamental para que en épocas precolombinas su perímetro se convirtiera en epicentro de la cultura Lache. Este pueblo, aunque no era Muisca, sí pertenecía a la familia Chibcha dadas la cercanía de su idioma y las similitudes culturales. El pueblo Lacheo ocupó tierras que iban desde la rivera derecha del Chicamocha hasta el páramo de Berlín, en inmediaciones de lo que hoy es Pamplona, siendo vecino de Muiscas, Chitareros, Guanes y U’was, estos últimos, hermanos mayores que hoy siguen siendo nuestros vecinos. A pesar de no tener un sistema de escritura que permitiese registrar sus actos, la memoria sobre el primer asentamiento en lo que hoy es Panqueba se ha transmitido de generación en generación hasta nuestros días, permitiéndonos saber que esa primera fundación de nuestro municipio la hicieron nuestros antepasados Laches a pocos metros de lo que hoy es la quebrada de El Obraje. Respecto al territorio Lache, uno de los primeros “conquistadores”  en registrar por escrito su existencia  fue Fray Pedro Aguado, quien, acompañando la expedición de Gonzalo Jiménez de Quesada, al interior de lo que hoy es Colombia, tuvo noticias de este pueblo cuando avanzaba hacia el interior en lo que hoy es Tinjacá .  No obstante, sería unas décadas más tarde, cuando Lucas Fernández de Piedrahíta en su libro “historia de la Conquista del Nuevo Reino de Granada” documentase en mejor detalle diferentes costumbres y aspectos respecto a los Laches, al igual que lo referente las primeras exploraciones europeas en la zona. Así, de acuerdo con lo registrado por el propio Fernández de Piedrahíta el primero en explorar estas tierras fue el alemán Georg Hohermut von Speyer, llamado Hochermuth  o mejor conocido en castellano como “Jorge de Espira”. Este conquistador Alemán vino a lo que hoy es Panqueba hacia el año 1536, habiendo emprendido su expedición un año antes desde la población venezolana de Coro. Su excursión  avanzó por territorio Chitarero en lo que hoy es Pamplona,  avanzando de ahí hasta lo que actualmente es  Chiscas,  Espino, Panqueba, Cocuy y Chita, sin fundar o refundar ningún poblado.  
Pocos años después, hacia 1539, Hernán Pérez de Quesada, hermano del fundador de Bogotá Gonzalo Jiménez de Quesada, igualmente motivado por las leyendas del Dorado que motivó a De la Espira, envía expediciones en búsqueda de la ciudad de oro. Es una de esas expediciones, la primera con españoles que se adentra en las tierras del norte de Boyacá. Tal expedición contra los Laches fue encomendada por Pérez de Quesada a Gerónimo de Aguayo, quien luego de explorar las tierras del Tundama, marcha  con rumbo al norte por las tierras de Cerinza, Sativa y Chita, hasta llegar a Santander  donde funda en 1541 el poblado de Tequia, hoy Málaga. 
De la expedición de Gerónimo de Aguayo se separa hacia el costado derecho del Chicamocha un grupo comandado por Gonzalo García Zorro. Tal grupo, en 1541 llega a lo que hoy es Panqueba, habiendo fundado el 28 de febrero de 1541 a pocos kilómetros, el primer poblado hispano del Norte de Boyacá, llamado  San Gabriel de Choqui, cuya ubicación exacta se desconoce, pero el cual presumiblemente quedaba a medio camino entre el actual Cocuy y Panqueba. 
Este poblado tuvo una breve historia, pues siendo nombrado Lope Montalvo de Lugo por Pérez de Quesada como Teniente General de la expedición en búsqueda del El Dorado, decide ordenarles a los pobladores de San Gabriel que se unan a la expedición de Los Llanos, por lo que su población es trasladada al Casanare, quedando despoblado este primer asentamiento.  
Luego de eso,  sobre tierras panquebanas se organiza una  encomienda, forma de organización en la cual un español se hacía cargo de un grupo de indígenas, obligándose a adoctrinarlos en el cristianismo y enseñarle castellano a cambio de obtener beneficios económicos de parte de estos. En el caso de los Laches ubicados en la conjunción de los ríos Pantano Grande y Nevado, se organizó la Encomienda de Panqueba, la cual quedó a cargo inicialmente de Francisco de Monsalve, español natural de Zamora, compañero de Nicolás de Federmann, quien también era encomendero de Cocuy y de Guacamayas. 
La encomienda de Panqueba pasa luego a manos de Pedro Ruiz Herrezuelo, quien había sido soldado de Hernán Pérez de Quesada, tal como quedó registrado por Juan Rodríguez Freyle en la obra El Carnero, pieza literaria más importante de la literatura colonial de lo que hoy es Colombia, en la cual Panqueba es mencionada.  Para el año 1562, la encomienda de Panqueba tenía 236 indígenas, su propietario seguía siendo Pedro Ruiz Herrezuelo, y también comprendía el caserío de Quecanieba o Cuscanieba,  cuya ubicación exacta actual se desconoce. Para 1572, no se registra el nombre del encomendero, pero la población indígena había aumentado a 333 personas. Hacia el año de 1600, su población era de apenas 163 indígenas, y su encomendero era el señor Juan de la Fuente Calderón.  Finalmente, hacia 1634, ya con el poblado fundado, el número de indígenas era de escasas 75 personas y el encomendero era el señor Diego Paredes Calderón.  
Así transcurre la última parte del siglo XVI y los primeros años del siglo XVII, siendo Panqueba una encomienda indígena a cargo de españoles que la explotaban desde Tunja.  Como datos importantes, en el libro “Relación de Visitas Coloniales: Pueblos, repartimientos y Parcialidades Indígenas de la Provincia de Tunja y de los Partidos de La Palma, Muzo, Velez y Pamplona”, el cual transcribe documentos coloniales, hace mención a que el 24 de agosto de 1635 se nombra como cacique de la Parcialidad (población indígena) de Panqueba, al señor Sebastián Berbería, elección que hacen los indígenas del pueblo, la cual es declarada y aceptada por el Visitador Español del momento y por el Encomendero, el cual sería de acuerdo a lo mencionado, el señor Diego Paredes de Calderón. 
Los libros bautismales de la Parroquia inician en el año 1625, es decir,  81 años después de haber muerto Pérez de Quesada. De acuerdo con el libro “Municipios Colombianos” publicado por el Senado de la República en 1989, la fundación hispana de Panqueba se llevó a cabo el 23 de marzo de 1625.  Mediante ésta, se funda el poblado bajo los parámetros legales que disponía el ordenamiento jurídico español: Un trazado de 19 manzanas, obra emprendida por don feliciano Infante y doña Gertrudis Mora. Inicialmente Panqueba fue un “pueblo de indios” perteneciente al pueblo de blancos de El Cocuy, como se deduce de la descripción dada por Basilio Vicente Oviedo en su libro “Cualidades y Riquezas del Nuevo Reino de Granada” escrito a mediado del siglo XVIII . Tal pueblo luego alcanzó estatus de Viceparroquia y con ello, logró tener sus primeros alcaldes pedáneos a comienzos de 1800, siendo estos, don   Pedro Rubriche y José María Bolívar.   
Para la época de la independencia, Panqueba quedó perteneciendo inicialmente a la Provincia de Tunja y luego, tras la expedición por parte del Congreso de Cúcuta de la Ley del 2 de octubre de 1821, fue adscrita   como parte del Cantón del Cocuy, el cual a su vez se integró a la Provincia de Tunja, la cual, junto a las provincias de Socorro, Pamplona, Casanare, y los cantones de Chiquinquirá y Vélez, conformaban el naciente departamento de Boyacá.  A este departamento ha pertenecido Panqueba desde entonces, excepto entre 1905 y 1908 cuando se creó el Departamento de Tundama con capital en Santa Rosa de Viterbo, al cual se adscribió Panqueba. 
En el siglo XIX Panqueba logra dar el salto de viceparroquia a Parroquia, lo cual se materializa en el año 1832, lo que es el equivalente a los actuales municipios, dejando de depender de El Cocuy. Para esa época sigue siendo parte del el Cantón de El Cocuy.como hecho importante, cabe destacar que  la  Comisión Corográfica  en cabeza de Manuel Ancizar y de Agustín Codazzi tuvieron el honor y el placer de visitar Panqueba el 6 de julio de 1850.  Para entonces, los expedicionarios describieron la temperatura del municipio en 15.5 grados centígrados y una población de 1.112 personas, 100 cabezas de ganado vacuno, 400 ovejas, 1000 cabros, 50 cerdos, 25 caballos y 10 mulas. Se describe su clima como frío sano con lluvias de mayo a junio y de septiembre a diciembre y se describe como principal producción alimenticia los cultivos de maíz, frijoles, arracacha, yuca y papas.  Para entonces, la parroquia de Panqueba siguió perteneciendo al Cantón (equivalente a Provincia)  de Cocuy. Luego, con la creación de los Estados Unidos de Colombia en 1863, Panqueba quedó a partir de la ley del 10 de diciembre de 1863, siendo parte del Departamento de Norte cuya capital era Soata, el cual a su vez pertenencia al Estado Soberano de Boyacá.   
Durante la Segunda mitad del siglo XIX y comienza el siglo XX, Panqueba está situada a medio camino en la ruta comercial que conectaba a las Salinas de Sacama y Chita con la industrial provincia de Socorro en el Estado Soberano de Santander. En esa ruta, se hizo famosa la parada de “La Estación” cerca del Obraje, la cual servía como punto obligado de descanso para los arrieros que con sus recuas de mulas transitaban esas tierras, desde el Arauca y el Cansare hasta los Santanderes. Tal vez esas circunstancias de alto tránsito de forasteros   llevaron a que, a finales de Siglo, la epidemia de fiebre tifoidea llegase hasta el municipio, por lo cual se construyó en el Cerro de Cruz de Mayo el cementerio para las víctimas de dicho mal. 
Ya entrado el siglo XX, mediante el literal K del artículo primero de la Ley 79 de 1919 se ordena la construcción de la línea de telégrafo que pasaría por Panqueba, yendo desde el Cocuy hasta Chiscas.  A la par, la antigua ruta de la sal le dio paso pocos años después al último tramo de la Carretera Centra del Norte, inaugurándose en 1938 la ruta entre capitanejo y Cocuy, siendo Panqueba visitado por el entonces presidente de la República de Colombia, el señor Eduardo Santos Montejo, quien culminó su gira en el vecino Municipio de Cocuy. En esa misma década se inicia la construcción de la actual Iglesia, edificio emblemático en la actualidad.  Pocos años después, la violencia bipartidista golpea a la región, y Panqueba, al estar en medio de un pueblo liberal como era Cocuy y otro conservador como era Guicán, a pesar de no alinearse directamente con alguno de los dos partidos causantes del derramamiento de sangre, se ve afectada, y varias familias campesinas se ven obligadas a migrar a la ciudad para proteger sus vidas. 
Durante la segunda mitad del siglo XX, siendo alcalde el señor José Ramos Puentes, un grupo de jóvenes se dan a la tarea de aprovechar los amplios espacios de la plaza principal y allí construyen la que es hoy la característica principal del municipio: su hermosa cancha de futbol, al cual se ha venido perfeccionando hasta tener las características actuales.
A la par, en esa misma década se avanza para tratar de hacer que la educación sea más asequible para las familias menos favorecidas en términos económicos. Para ello, se logra en el año 1976 que se construya su colegio, obra emprendida por el entonces cura párroco José Antonio Romero Mojica, quien logra que el Departamento de Boyacá expida el 23 agosto de ese año, el Decreto 645 a través del cual se logra por fin esta institución, la cual, no obstante, solo hasta 1991 pudo ofertar hasta el último grado de la educación media.
Durante la parte final del siglo XX cabe destacar como hechos históricos importantes, la elección de su primer alcalde por voto popular en el año 1987, siendo este el señor Alfonso Estupiñán. En estos treinta años, han sido elegidos por su propio pueblo, además del mencionado, el señor Julio Mojica, el señor Joaquín Eduardo Ussa, el señor Marcos Ramón Leal Blanco, el señor Luis Antonio Mojica, el señor Germán García, el señor Pedro Pérez, el señor Salomón Muños, el señor Eduard Escamilla, el señor Rodrigo Pérez y el actual alcalde Jorge Mario Ibáñez Arango. 
Igualmente, finalizando el siglo XX  aunque el conflicto armado golpeó la región, Panqueba logró ser el único municipio de la zona que no sufrió tomas guerrilleras. A pesar de eso, se vio afectado, no solo porque algunos de los campesinos de la zona fueron vilmente asesinados por grupos armados al margen de la Ley, sino también porque su entonces alcalde municipal Marcos Ramón Leal en el año de 1997 padeció en carne propia el secuestro a manos del ELN .  En el nuevo milenio el municipio ha logrado consolidarse como un remanso de paz, donde los hechos violentos por fortuna han sido excepcionales.  
En los últimos años, el municipio ha figurado ampliamente en la prensa por aspectos positivos, como es el caso de la copa de futbol que anualmente se realiza en épocas de Navidad, su feria en febrero y en agosto, o como parada obligada de los miles de turistas nacionales e internacionales que cada año vistan la Sierra nevada y paran en su parque principal a observar desde allí las nieves perpetuas.
Como personaje ilustre nacido en Panqueba esta el Sr. Obispo Francisco Nieto Sua, actualmente en la Diócesis de Engativá.

## Instituciones de educación
- Institución Educativa Técnica de Panqueba.